# 福原満洲雄
福原 満洲雄（ふくはら ますお、1905年12月24日 - 2007年2月7日）は、日本の数学者。専門は、常微分方程式・複素微分方程式。

## 経歴
東京出身。福原鐐二郎の三男。旧制東京府立第四中学校、旧制第一高等学校理科甲類を経て、1929年に東京帝国大学理学部数学科を卒業。1939年に九州帝国大学教授、1948年に東京大学教授、1963年に京都大学教授に就任。1963年から1969年まで京都大学数理解析研究所所長を務めた。1973年に東京農工大学の学長に就任（1979年退任）。
この間、日本数学会理事長を4度（昭和26年度、昭和29-30年度、昭和35年度、昭和46年度）にわたって務めた。

## 著作

### 著書
- 『常微分方程式 第2版』岩波書店〈岩波全書 116〉、1980年。NDLJP:12623550。
- 『変分学入門』（山中健との共著）朝倉書店、2004年

### 訳書
- ジャック・アダマール、吉田洋一監修『アダマール偏微分方程式―コーシー問題と双曲型線形偏微分方程式―』（相沢貞一・山中健との共訳）共立出版（解説・正田建次郎）
- 『ポアンカレ常微分方程式』アンリ・ポアンカレ著、吉田洋一監修、浦太郎との共訳、解説・正田建次郎、共立出版〈現代数学の系譜 6〉、1970年。NDLJP:12623533。

### 編集
- 福原満洲雄・佐々木重夫・功力金二郎・吉田耕作編集、秋月康夫編、占部実『非線形問題―自励振動論― 改訂版』 共立出版
- 福原満洲雄・秋月康夫・佐々木重夫・功力金二郎・吉田耕作編集・福原満洲雄 et al『微分方程式論』 共立出版.

### 主な和文寄稿文
日本数学会の機関紙
- 「1階常微分方程式の不動特異点について」『数学』第7巻第2号、1955年、65-74頁、doi:10.11429/sugaku1947.7.65。
- 「優劣函数族論」『数学』第10巻第4号、1959年、198-205頁、doi:10.11429/sugaku1947.10.198。
- 「線型常微分方程式の解の零点について」『数学』第15巻第2号、1963年、108-109頁、doi:10.11429/sugaku1947.15.108。
- 「完全連続写像の拡張定理」『数学』第17巻第1号、1965年、32-33頁、doi:10.11429/sugaku1947.17.32。

数理解析研究所講究録
- 「Contingent Equationと制御問題 (1) (常微分方程式及び函数微分方程式研究会報告集)」第38巻、1968年、hdl:2433/107617。
- 「大域的な理論による特殊関数の取扱い (解析的常微分方程式の大域的研究)」第132巻、1971年、hdl:2433/106592。

解説記事
- 「偏微分方程式特集号の発刊に際して」『数学』第10巻第4号、1959年、197-197頁、doi:10.11429/sugaku1947.10.197。
- 「常微分方程式の50年, II」『数学』第34巻第3号、1982年、262-269頁、doi:10.11429/sugaku1947.34.262。
- 「数理解析研究所ができるまで」『数学』第36巻第1号、1984年、70-75頁、doi:10.11429/sugaku1947.36.70。

## 賞歴
- 日本学士院賞 (1963年)